# Leon Mroczkiewicz
Leon Juliusz Mroczkiewicz (ur. 12 kwietnia 1900 w Drawsku Pomorskim, zm. 7 września 1971 w Poznaniu) – profesor, leśnik.

## Życiorys
Urodził się w rodzinie inspektora celnego Jana i Anny z Gajów. Lata młodzieńcze spędził w Białogardzie, gdzie uczęszczał do gimnazjum, i w Poznaniu, gdzie w 1918 zdał maturę. Następnie odbył służbę wojskową. Brał udział w powstaniu wielkopolskim. W latach 1921–1925 studiował leśnictwo na Wydziale Rolniczo-Leśnym Uniwersytetu Poznańskiego i od 1924 był tu asystentem w Zakładzie Hodowli Lasu. W latach 1926–1930 wraz z Tadeuszem Perkitnym odbył podróż dookoła świata, podczas której pracował głównie w lasach, także tropikalnych. Po powrocie nadal pracował na Uniwersytecie Poznańskim, gdzie w 1933 uzyskał tytuł doktora nauk leśnych na podstawie dysertacji pt. Zagadnienia hodowlane na terenach posówkowych.
Uczestniczył w kampanii wrześniowej i walczył pod Kutnem. Dostał się do niewoli niemieckiej, ale uciekł z niej i powrócił do Poznania, a następnie przez rok ukrywał się w Obrzycku i gdzie pracował jako robotnik leśny. W grudniu 1940 wyjechał do rodziny w Starachowicach i pracował w lasach państwowych.
Po wyzwoleniu, do 1949, był zatrudniony w Dyrekcji Lasów Państwowych w Gdańsku i równocześnie wykładał leśnictwo na Politechnice Gdańskiej. Później przez rok był wykładowcą Szkoły Głównej Gospodarstwa Wiejskiego w Warszawie. W latach 1949–1958 pracował naukowo w Instytucie Badawczym Leśnictwa, choć w 1951 powrócił do pracy w Wyższej Szkole Rolniczej w Poznaniu, gdzie w latach 1952–1956 był dziekanem Wydziału Leśnego, a w latach 1959–1963 prorektorem ds. nauczania WSR. Profesorem nadzwyczajnym został w 1954, a zwyczajnym w 1966. Od 1959 był kierownikiem Katedry Szczegółowej Hodowli Lasu. W 1961 otrzymał doktorat honoris causa Wydziału Leśnego Technicznego Uniwersytetu Drezdeńskiego w Tharandtcie. Od 1967 członek korespondent Polskiej Akademii Nauk, w tym też roku został odznaczony Krzyżem Kawalerskim Orderu Odrodzenia Polski, a w latach 1968–1971 przewodniczył Radzie Naukowej Wielkopolskiego Parku Narodowego i kierował pracami nad przebudową sztucznych drzewostanów tego terenu. Był również członkiem wielu towarzystw i komisji międzynarodowych.
Był żonaty z Bożeną Paprzycką i miał dwoje dzieci: Macieja (ur. 1937) i Dorotę (ur. 1938). Na emeryturę przeszedł w 1970, zmarł rok później.
Rozwinął szeroko zakrojone prace doświadczalne nad uprawą gatunków drzew i krzewów szybko rosnących. W 1952 w Nadleśnictwie Zielonka k. Poznania założył kolekcje dendrologiczne: salicarium – z 270 odmianami wierzb i popularium z 70 odmianami topoli. Jego drugą dziedziną badań były prace teoretyczne z zakresu typologii leśnej, a które przedstawione zostały w dwóch podstawowych publikacjach: Podział Polski na krainy i dzielnice przyrodniczo–leśne (1952) i udział w opracowaniu Typów siedliskowych lasów w Polsce (1964 wspólnie z T. Tramplerem). Ogłosił ponad 50 rozpraw i publikacji dotyczących teoretycznych i praktycznych problemów hodowli lasu. Stworzył podstawy rejonizacji przyrodniczo-leśnej w Polsce. Położył duże zasługi w działalności dydaktyczno-wychowawczej i popularyzatorskiej leśnictwa, a w szczególności w zakresie ochrony przyrody.